# عبدول خلیلی
عبدال خلیلی (عربی: عبد الرحمن خليلي؛ زادهٔ ۷ ژوئن ۱۹۹۲) بازیکن فوتبال اهل سوئد است.
از باشگاه‌هایی که در آن بازی کرده است می‌توان به باشگاه فوتبال هلسینگبورگس و باشگاه فوتبال مرسین اشاره کرد.
وی همچنین در تیم‌های ملی فوتبال زیر ۱۷ سال سوئد، زیر ۱۹ سال سوئد، زیر ۲۱ سال سوئد، تیم ملی فوتبال المپیک سوئد و سوئد بازی کرده است.